# Lifehouse Chronicles
Lifehouse Chronicles è un album raccolta del musicista Pete Townshend, realizzato in formato cofanetto di 6 cd, uscito nel 2000.

## Storia

### Il progetto

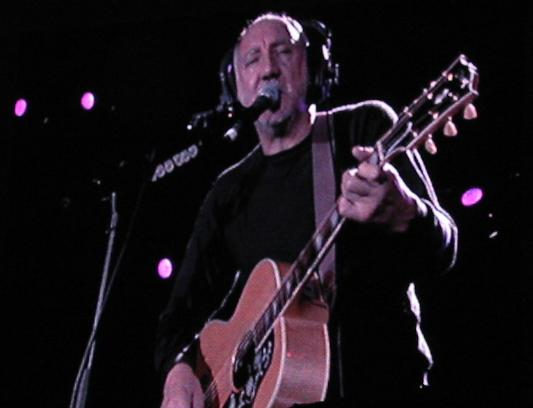
Pete Townshend nel 2006 al Rock Werchter Festival, Belgio

Il cofanetto raccoglie canzoni e altre composizioni relative a Lifehouse, un concept album immaginato da Townshend nel 1970 come seguito al grande successo degli Who, l'opera rock Tommy. Fortemente radicato negli insegnamenti del mentore spirituale di Townshend, Meher Baba, come pure nella letteratura di fantascienza, Lifehouse avrebbe dovuto seguire l'idea che la musica è la base fondamentale di tutta la vita, che ogni essere umano sulla Terra ha una melodia musicale unica, che "descrive" lui, e solo lui, alla perfezione. Quando le melodie uniche di un numero sufficiente di persone vengono riprodotte all'unisono, il risultato sarebbe un'unica nota armonica - la “One Note” - simile alla quintessenza ricercata dagli antichi alchimisti. "Lifehouse" avrebbe dovuto essere un vero progetto multimediale: una rock opera in due dischi, un film e un'esperienza live interattiva.
La storia si svolge nel XXI secolo, in Gran Bretagna, in un'epoca in cui l'inquinamento è diventato un tale drammatico problema che la maggior parte delle persone non ha mai messo piede all'aperto.
La popolazione trascorre la maggior parte del suo tempo immersa in "suits esperienziali". Queste esperienze immergono le persone in una sorta di vita artificiale, migliore di qualsiasi vita possano vivere nel mondo reale, ma in qualche modo una vita priva di soddisfazione da un punto di vista spirituale. Un'anima ribelle, conosciuta solo come "The Hacker", riscopre la musica rock del XX secolo, e si introduce nella rete computerizzata che controlla le suits per invitare le persone a lasciarle per riunirsi per un concerto. Nonostante gli sforzi del governo fascista, migliaia di persone si riuniscono per seguire il concerto di Hacker, con milioni altri che seguono l'evento all'interno delle loro suits, con i musicisti e il pubblico che eseguono brani sperimentali. Nel momento stesso in cui le forze di polizia fanno irruzione e sparano a Hacker, il pubblico e la band stanno collaborando all'unisono per produrre la perfetta nota universale e tutti i partecipanti e gli spettatori semplicemente scompaiono, presumibilmente partiti per un più altopiano di esistenza. La storia è vista attraverso gli occhi di un agricoltore di mezza età di nome Ray, uno "zingaro dell'aria condizionata" proveniente da un remoto angolo incontaminato della Scozia, che viaggia a sud in cerca di sua figlia, che è scappata di casa per seguire il concerto.

### 1970-1971
Nel settembre 1970, Townshend scrisse una canzone chiamata Pure and Easy, in merito alla “One Note”, la prima canzone scritta appositamente per Lifehouse. Nei due mesi successivi scrisse circa altre venti canzoni, registrando intricati demo casalinghi di ognuna. Piuttosto che cercare di raccontare la storia attraverso i testi, come aveva fatto con Tommy, le canzoni sono dei pezzi stand-alone, concepiti per essere chiariti dal film e dalle dettagliate note che sarebbero dovute essere incluse nell'album. La maggior parte di questi pezzi sono stati registrati dagli Who in due sessioni durante l'inverno del 1970-1971, in diverse prove ulteriori con l'accompagnamento del chitarrista Leslie West, della band dei Mountain, e in un concerto improvvisato allo Young Vic Theatre di Londra, nel mese di aprile del 1971. Mentre Townshend aveva maturato grandi speranze relativamente al progetto, tutti gli altri si mostrarono fortemente scettici. Gli Universal Studios, che avevano recentemente concluso un contratto per due film con gli Who per avere i diritti a una versione cinematografica di Tommy, non furono colpiti dalla sceneggiatura predisposta da Townshend. Inoltre, una serie di concerti spontanei tenuti a Londra dagli Who non avevano fornito materiale utilizzabile per la produzione. Divenne, così, ben presto evidente che il progetto era destinato al fallimento. Anche se molte delle canzoni scritte per Lifehouse hanno poi trovato una collocazione nell'album Who's Next, Lifehouse ha avuto il destino di rimanere incompiuto per quasi trent'anni.

### 1971-1998
Townshend non ha mai abbandonato la speranza che Lifehouse potesse diventare realtà. Ha continuato a scrivere canzoni per il progetto durante tutti gli anni settanta, e nel 1980 ha lavorato insieme a John Entwistle a produrre una nuova sceneggiatura con una nuova storia, stranamente simile al film 2022: i sopravvissuti. Tuttavia, le trattative per la produzione di questo film hanno avuto un busco termine quando Townshend si è ritrovato invischiato in una relazione con la moglie di quello che avrebbe dovuto essere il regista del film (una storia raccontata nella canzone Athena, che si trova sull'album degli Who It's Hard). Fu solo nel 1992 che Townshend cominciò nuovamente a lavorare sul progetto. Nello stesso anno, Townshend registrò l'album solista Psychoderelict, un racconto semi-biografico nello stile di uno sceneggiato radiofonico. L'eroe di quest'opera, come Townshend, è una rock star avanti negli anni che lavora instancabilmente per vent'anni su un'opera rock, chiamata "Cronache di Gridlife" e che, come Townshend, si ritrova coinvolto in uno scandalo sessuale che mette a repentaglio il futuro del progetto. Molti dei pezzi di sintetizzatore registrati da Townshend nel 1970 fanno la loro prima apparizione ufficiale su questo album. Nel 1998, il sogno di Townshend di portare Lifehouse ad un vasto pubblico finalmente si avvera, quando BBC Radio gli propone l'idea di sviluppare uno spettacolo radiofonico basato su Lifehouse, incorporando la musica originale scritta per il progetto. Lo spettacolo, poco meno di due ore di lunghezza, è stato trasmesso su BBC Radio 3, il 5 dicembre 1999.

### La realizzazione
Dopo la trasmissione dello spettacolo, Townshend ha assemblato e pubblicato il cofanetto Lifehouse Chronicles nel 2000, come un formale culmine del suo lavoro sul progetto. Il cofanetto, acquistabile esclusivamente attraverso il suo sito web, si compone di sei CD. I primi due CD raccolgono i demo originali delle canzoni di Lifehouse, molte delle quali non sono mai state registrate dagli Who. Il terzo CD contiene alcune sperimentazioni al sintetizzatore di Townshend, le registrazioni dal vivo di canzoni di Lifehouse e le nuove registrazioni delle canzoni prodotte in particolare per il cofanetto. Il quarto CD contiene brani di musica classica suonati dalla London Chamber Orchestra ed usati nello spettacolo radiofonico, composizioni di Townshend, nonché selezioni di compositori barocchi come Purcell, Domenico Scarlatti e Corette. Il quinto e sesto CD contengono lo spettacolo radiofonico. Incluso con il cofanetto è un libretto con l'introduzione di Townshend, la storia del progetto scritta da Matt Kent, i testi della maggior parte delle canzoni e la sceneggiatura dello spettacolo. Townshend afferma, nella sua introduzione, di augurarsi infine di poter pubblicare una versione estesa del cofanetto che dovrebbe comprendere software per la produzione di una traccia di sintetizzatore basata sulle statistiche vitali dell'utente. Il metodo Lifehouse ha finalmente avuto il suo debutto nei primi mesi del 2007.

## Tracce

### Cd1 - Lifehouse Demos
1. Teenage Wasteland
2. Going Mobile
3. Baba O'Riley
4. Time is Passing
5. Love Ain't for Keeping
6. Bargain
7. Too Much of Anything
8. Music Must Change
9. Greyhound Girl
10. Mary
11. Behind Blue Eyes
12. Baba O'Riley - strumentale
13. Sister Disco

### Cd2 - Lifehouse Demos
1. I Don't Even Know Myself
2. Put the Money Down
3. Pure And Easy
4. Getting in Tune
5. Let's See Action
6. Slip Kid
7. Relay
8. Who Are You
9. Join Together
10. Won't Get Fooled Again
11. The Song Is Over

### Cd3 - Lifehouse Themes & Experiments
1. Baba M1 (O'Riley 2nd Movement 1971)
2. Who Are You - Gateway Remix - From Shepherds Bush Empire 1998
3. Behind Blue Eyes - New version 1999
4. Baba M2 (2nd Movement Part 1 1971)
5. Pure and Easy - Original Demo Reworked 1999
6. Vivaldi (Baba M5 on Psychoderelict) - with Hame 1999
7. Who Are You - Live and Uncut at the Shepherds Bush Empire 1998
8. Hinterland Rag (Piano Rag for Three Hands) - Yamaha Disklavier 1999
9. Pure and Easy - New Version 1999
10. Can You Help the One You Really Love? - Demo 1999
11. Won't Get Fooled Again - Live and Uncut at the Shepherd's Bush Empire 1998

### Cd4 - Lifehouse Arrangements & Orchestrations
1. Townshend: One Note - Prologue
2. Purcell: Fantasia Upon One Note - Quick Movement
3. Townshend: Baba O'Riley
4. Scarlatti: Sonata K:212
5. Townshend: Tragedy
6. Corette: No. 4 Aria
7. Corette: No. 2 Giga
8. Corette: No. 6 in G Minor
9. Corette: No. 3 Adagio and Allegro
10. Townshend: Hinterland Rag
11. Scarlatti: Sonata K:213
12. Purcell: The Gordian Knot Untied
  1. Overture
  2. Allegro
  3. Air
  4. Rondean Minuet
  5. Air
  6. Jig
  7. Chaconne
  8. Air
  9. Minuet
13. Overture (Reprise)
14. Townshend: Tragedy Explained
15. Townshend: One Note - Epilogue
16. Purcell: Fantasia Upon One Note

### Cd5 e Cd6
1. Lo spettacolo radiofonico

## Registrazioni collegate
La versione degli Who di molte delle canzone sopra elencate è contenuta negli album seguenti:
- Who's Next
- Odds and Sods
- The Who By Numbers
- Who Are You
- Hooligans

L'album solo del 1972 di Pete Townshend's “Who Came First” contiene “Pure and Easy”, “Let's See Action” e “Time Is Passing”.